# Carlos José Tissera
Carlos José Tissera (Río Cuarto, 10 de septiembre de 1951) es un eclesiástico y teólogo católico argentino, obispo de Quilmes desde 2011. Fue obispo de San Francisco desde 2005 hasta 2011.
Ordenado sacerdote en 1978, ha ejercido su ministerio pastoral en la diócesis de Villa de la Concepción del Río Cuarto por localidades de su provincia. El 16 de noviembre de 2004 fue nombrado por Juan Pablo II como Obispo de San Francisco.
Desde el 17 de diciembre de 2011 es obispo de Quilmes. También es miembro de la Conferencia Episcopal Argentina (CEA) y copreside el Movimiento Ecuménico por los Derechos Humanos (MEDH).

## Biografía
Nació el 10 de septiembre de 1951, en la ciudad argentina de Río Cuarto.
En 1965, ingresó en el Seminario Mayor de Río Cuarto, y al terminar un ciclo de Humanidades, fue enviado al Seminario Mayor de Córdoba, donde cursó Filosofía. Tras realizar estudios en la Universidad Católica Argentina, obtuvo la licenciatura en Teología.

### Sacerdocio
Su ordenación sacerdotal fue el 7 de abril de 1978, a manos del obispo Moisés Blanchoud; incardinándose en la diócesis de Villa de la Concepción del Río Cuarto.
Inició su ministerio pastoral como vicario parroquial del Santuario del Señor de la Buena Muerte en Villa Reducción. Luego en 1981, fue párroco de Nuestra Señora de la Merced en Adelia María; en 1983 fue elegido durante nueve años como superior y director Espiritual del Seminario Mayor de Río Cuarto.
A partir de 1992, pasó a ser párroco de la Catedral Inmaculada Concepción de Río Cuarto y al mismo tiempo ejerció de miembro del Consejo Presbiteral, del Colegio de Consultores Diocesanos, del Equipo de Acompañamiento Sacerdotal y fue coordinador del Equipo de Formación Permanente de los presbíteros.

## Episcopado

### Obispo de San Francisco
El 16 de noviembre de 2004, el Papa Juan Pablo II lo nombró obispo de San Francisco.
Tras su nombramiento, se puso como lema la frase: En tu Palabra echaré las redes (Lc. 5, 5).
Fue consagrado el 6 de febrero de 2005, en la Iglesia San Francisco Solano de Río Cuarto, a manos del obispo Ramón Staffolani. Tomó posesión canónica de la sede el 27 de febrero siguiente.

### Obispo de Quilmes
El 12 de octubre de 2011, el papa Benedicto XVI lo nombró obispo de Quilmes. Tomó posesión canónica el 17 de diciembre del mismo año, durante una ceremonia en la catedral de Quilmes.
Durante esos años en la Conferencia Episcopal Argentina (CEA) ha ejercido de miembro de la Comisión Episcopal de Ministerios y delegado suplente de la Región Pastoral Centro y es miembro de la Comisión Episcopal para Caritas, además de ser delegado nacional para la Pastoral de Juventud y, desde el 17 de agosto de 2016, es copresidente del Movimiento Ecuménico por los Derechos Humanos (MEDH).